# 拉蒂勒 (萨瓦省)
拉蒂勒（法語：La Thuile，法語發音：[la tɥil]）是法国萨瓦省的一个市镇，属于尚贝里区。

## 地理
拉蒂勒（45°31'58"N, 6°3'22"E）面积18.26 平方千米，位于法国奥弗涅-罗讷-阿尔卑斯大区萨瓦省，该省份为法国东部省份，历史上为薩伏依的一部分，北起上萨瓦省，西接伊泽尔省和安省，南部和东部与上阿尔卑斯省和意大利接壤。
与拉蒂勒接壤的市镇（或旧市镇、城区）包括：新阿永、希尼安、屈列讷、蒙梅利扬、图瓦里、波特德萨瓦。

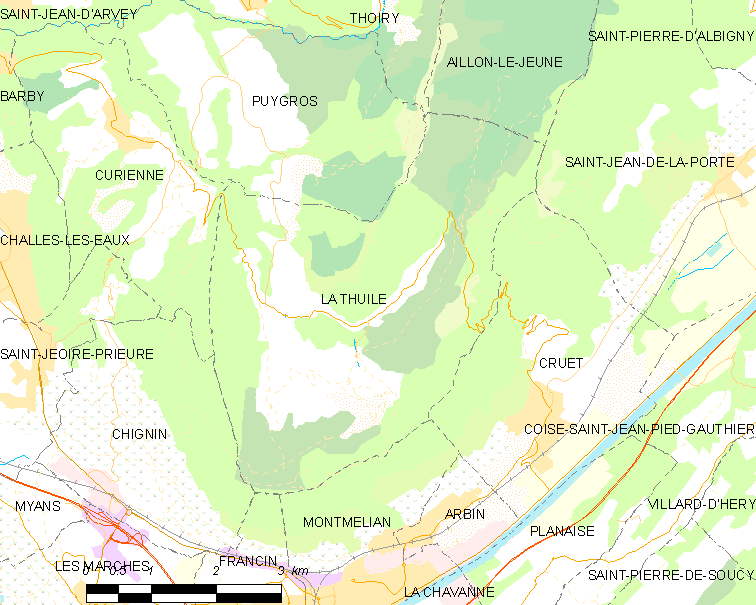
的OSM定位图

拉蒂勒的时区为UTC+01:00、UTC+02:00（夏令时）。

## 行政
拉蒂勒的邮政编码为73190，INSEE市镇编码为73294。

## 政治
拉蒂勒所属的省级选区为圣阿尔邦莱斯县。

## 人口

1962-2008年间人口变化图示

拉蒂勒于2022年1月1日时的人口数量为348人。